# Diplodus puntazzo

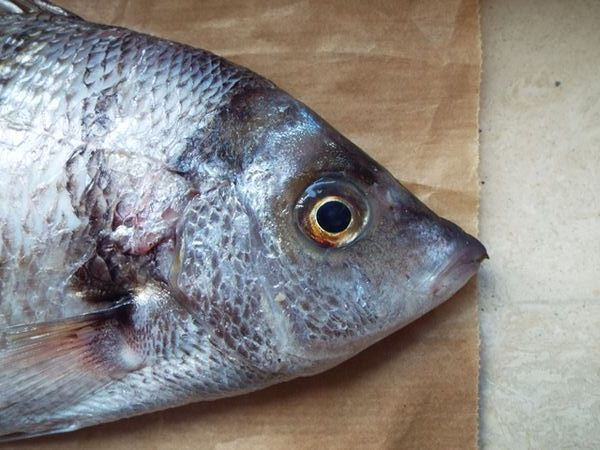
Particolare della testa in cui sono ben visibili la tipica concavità frontale e il muso appuntito

Il sarago pizzuto (Diplodus puntazzo (Walbaum, 1792)) è un pesce della famiglia degli Sparidi.

## Distribuzione e habitat
È comune nel mar Mediterraneo, nel mar Nero e nell'Oceano Atlantico orientale tra il golfo di Guascogna e la Sierra Leone. È presente anche lungo le coste atlantiche del Sudafrica.

Vive solitario su fondi rocciosi, i giovani a galla, gli adulti anche a 20 - 50 metri di profondità.

## Descrizione
Forma compressa lateralmente, tipica della Famiglia degli Sparidi, cui appartiene. Simile al sarago maggiore dal quale si distingue per il profilo frontale, che in prossimità della bocca appare concavo anziché convesso come negli altri sparidi:
- il muso è molto appuntito, da cui il nome di pizzuto, e questo carattere è molto vistoso e può essere individuato facilmente.
- la macchia nera sul peduncolo caudale è completa anche nella parte inferiore
- le strisce verticali sui fianchi sono molto marcate, e permangono particolarmente visibili anche a qualche ora di distanza dalla morte.
- è presente una debole fascia triangolare dietro l'occhio, simile a quella del sarago fasciato ma più breve e meno marcata.

## Biologia

### Alimentazione
Si nutre di alghe, molluschi e altri invertebrati.

## Pesca
Si cattura raramente con le rete da posta ma più frequentemente all'amo, innescato con esche sia animali che vegetali, ed anche, occasionalmente, con pastelle al formaggio. Nella pesca sportiva è insidiato efficacemente con inneschi dell'alga filamentosa detta capel d'angelo (Enteromorpha compressa), ma anche innescando la cozza sgusciata o il bigattino (larva della mosca carnaria).
È una preda discretamente ambita nella pesca subacquea, e la sua cattura avviene esclusivamente adottando la tecnica dell'aspetto in condizioni opportune di acqua velata con mare mosso o in scaduta. Questo perché, a differenza del sarago maggiore, non ha l'abitudine d'intanarsi né di aggregarsi in branco con i suoi simili. Generalmente si sposta in coppia con un altro individuo simile per dimensioni.